# Kuvasz
Kuvasz je pasma psov, ki ima starodavne madžarske korenine. Omembo te pasme je mogoče najti v starih madžarskih besedilih. V preteklosti so jih uporabljali za zaščito pašnih živali, vendar jih v zadnjih sedemdesetih letih najdemo kot hišne ljubljenčeke. Nekaj časa so ga uporabljali tudi za lov na volkove in divje prašiče.

## Splošni videz
Krepek, a eleganten pes z videzom, ki priča o plemenitosti in moči. Glava je skladna z dokaj neizrazitim stopom, ravnim nosnim  grebenom in črnim smrčkom. Poševne, mandljeve oči so temne barve. Spuščeni uhlji v obliki črke V so nastavljeni visoko in široko. Volnato in razmeroma tanko podlanko pokriva srednje dolga, močna in valovita krovna dlaka, ki mora biti bele barve. Križec je rahlo udrt. Nizko nastavljen, pobešen rep je lahno usločen navzgor.

## Značaj
Kuvas je zvest svojemu gospodarju, pogumen in nezaupljiv do tujcev; je izvrsten pastirski pes in čuvaj. Ob pravilnem šolanju se dobro obnese tudi kot pes za obrambo.
Vzrejen je za življenje na prostem, ne v stanovanju.